# Stora Sjöfallets nationalpark
Stora Sjöfallets nationalpark (Stuor Muorkke på lulesamiska) är en nationalpark i Gällivare och Jokkmokks kommuner i Lappland. Det samiska namnet betyder "ett land mellan två sjöar". Parken gränsar i väster mot Sareks nationalpark och i öster mot naturreservatet Sjaunja. I väster ligger det stora Akkamassivet och i norr den långa bergssträckningen Kallaktjåkko som gränsar till Teusadalen. Stora Sjöfallet ingår i världsarvet Laponia.
Den reglerade sjön Akkajaure sträcker sig genom större delen av området. Området norr om Akkajaure ligger inom Gällivare kommun, medan den mest besökta delen av nationalparken söder om Akkajaure tillhör Jokkmokks socken (tidigare Porjus socken) i Jokkmokks kommun.
Vattenfallet Stora Sjöfallet, som en gång ansågs vara ett av de mest magnifika i Europa, men som idag bara undantagsvis har ett någorlunda högt vattenflöde, ligger nära Vietas nedanför Akkajaures utlopp i söder. Vattenfallet var det huvudsakliga skälet till att området avsattes som nationalpark 1909. Stora sjöfallet blev med detta tillsammans med åtta andra parker de första nationalparkerna i Sverige och även Europa.
I samband med byggandet av Suorvadammen anlades en väg (kallad "Vägen västerut", efter en vid byggtiden populär TV-serie) som sträcker sig genom en stor del av nationalparken. Det förekommer även påverkan i form av grusbankar, kraftledningar och vid Suorvadammen ett vindkraftverk. 
På grund av dessa och andra ingrepp har Stora Sjöfallets nationalparksstatus ifrågasatts. De berörda områdena i parkens centrala del ingår inte längre i nationalparken, vars utsträckning redan 1919 började inskränkas på grund av vattenkraftsutbyggnaden.  

## Bildgalleri

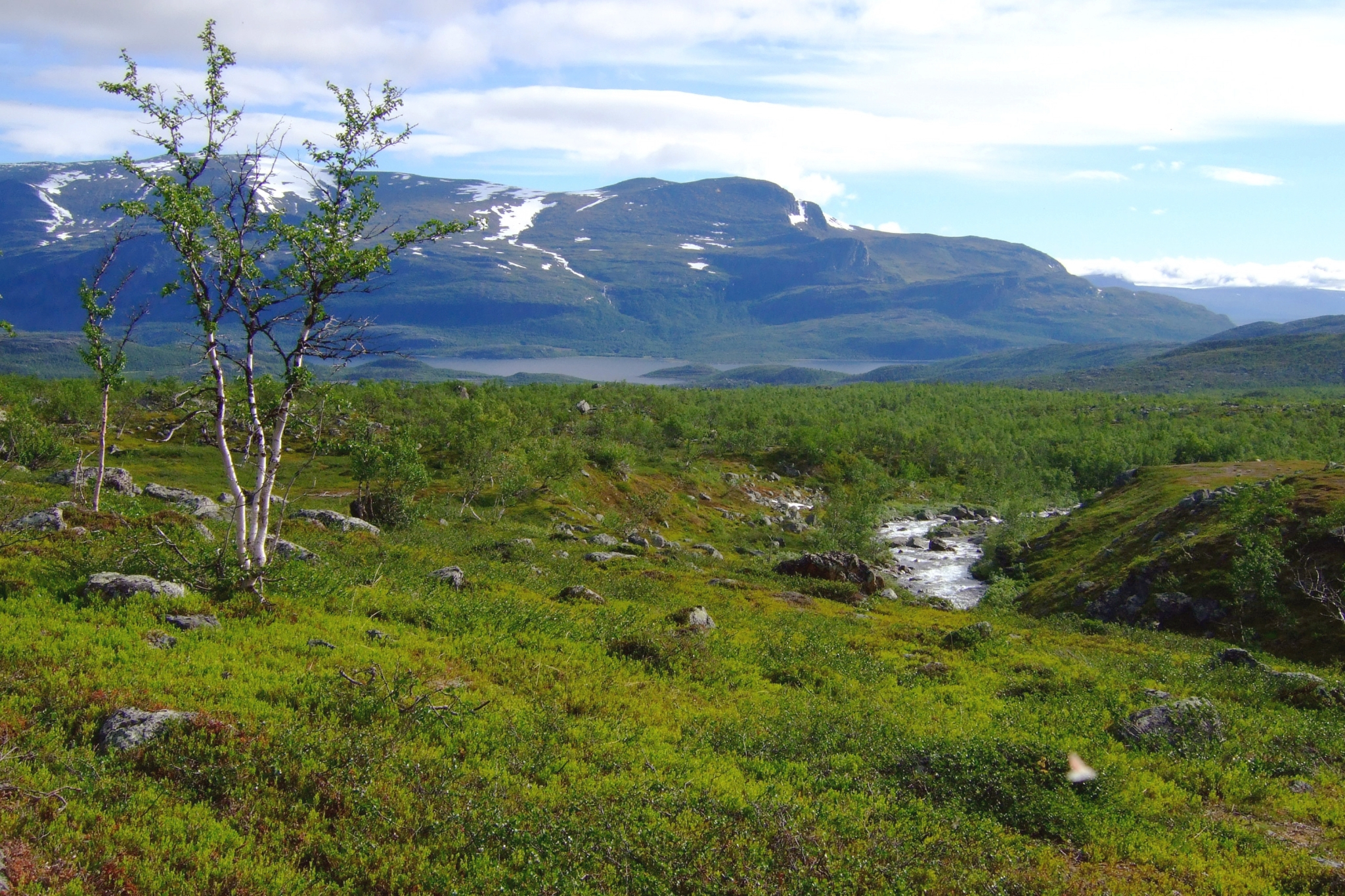
Sjön Kårtejaure och forsen Njabbejåkkå sedda från trädgränsen ovanför Suorva
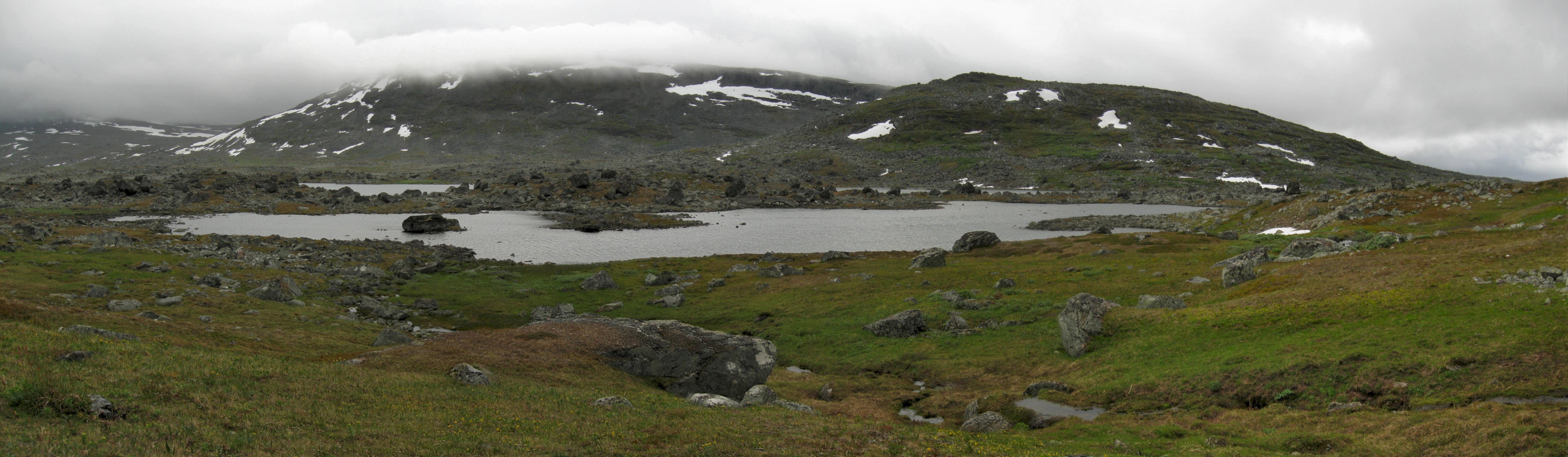
Sjön Nuortap Adtji i högfjällstundrans landskap.
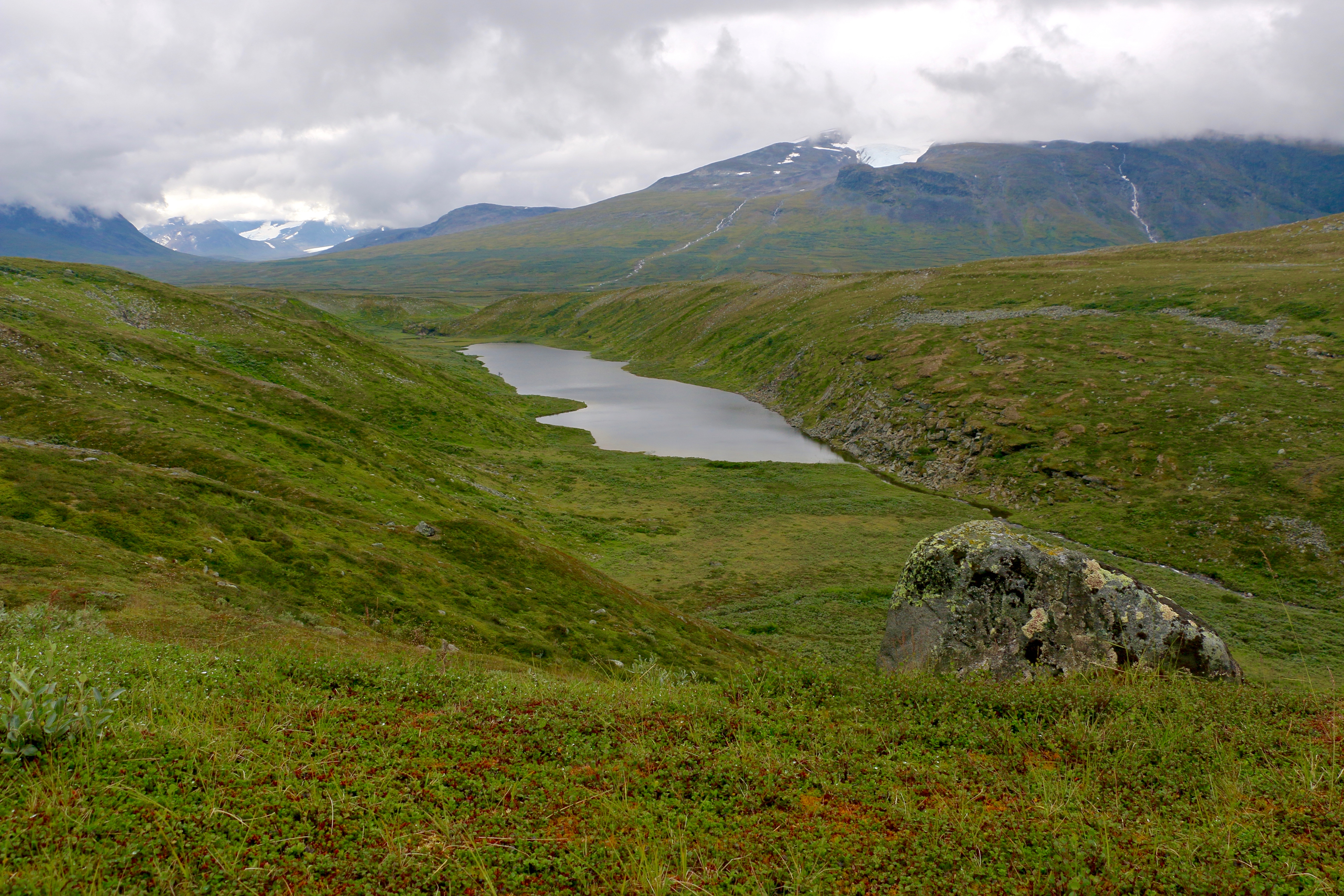
Áhkkámassivet sett från vandringsleden västerifrån.
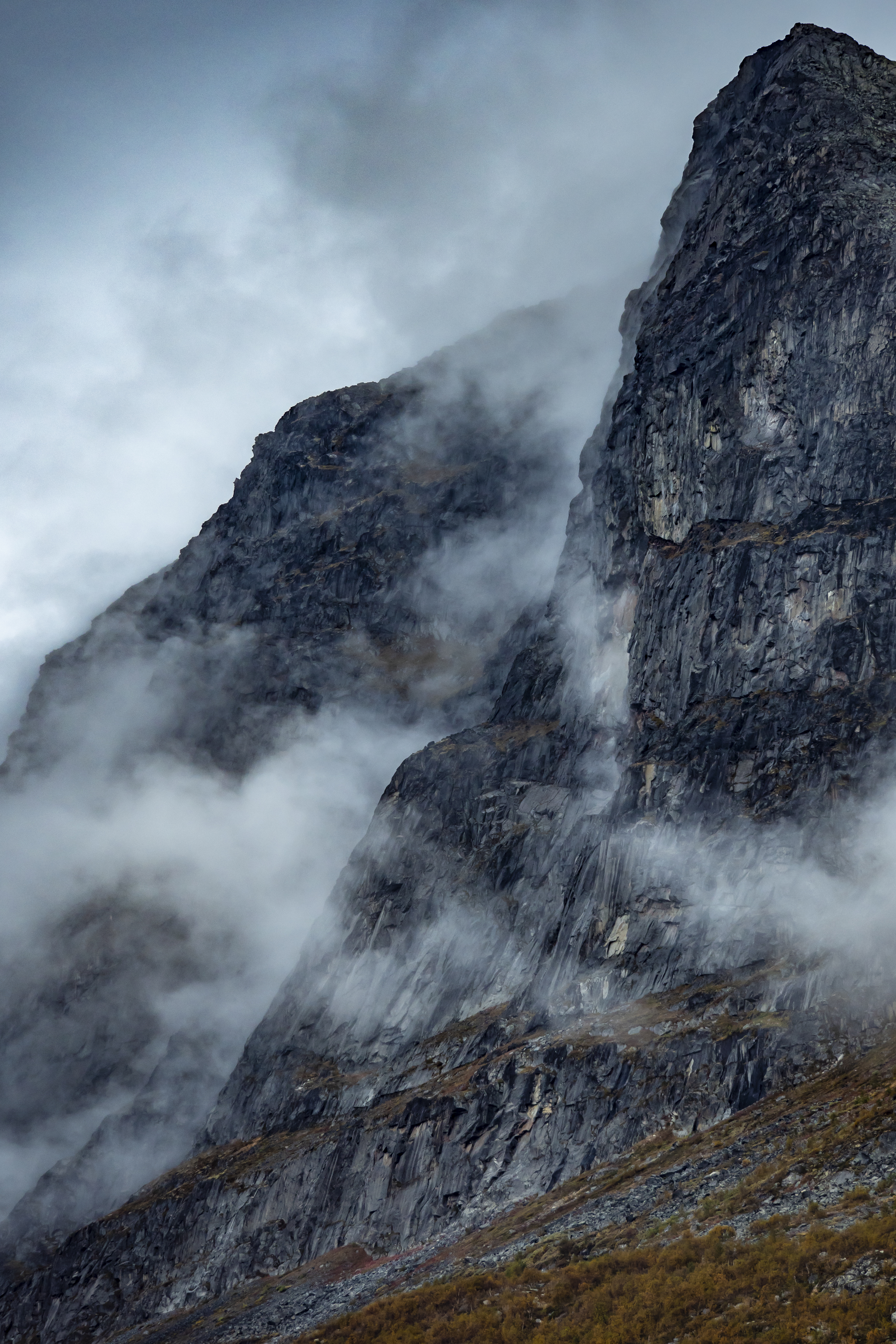
Bergsmassiv i Stora Sjöfallet.